# Hernán Merino
Hernán Merino Correa  (Antofagasta, Chile, 17 de julio de 1936-Puesto Arbilla, valle de laguna del Desierto, zona disputada en aquel entonces entre Argentina y Chile, actual Santa Cruz, Argentina, 6 de noviembre de 1965) fue un teniente de Carabineros chileno, muerto en confusas circunstancias en la Laguna del Desierto en un enfrentamiento con un contingente de la Gendarmería Nacional Argentina.

## Biografía

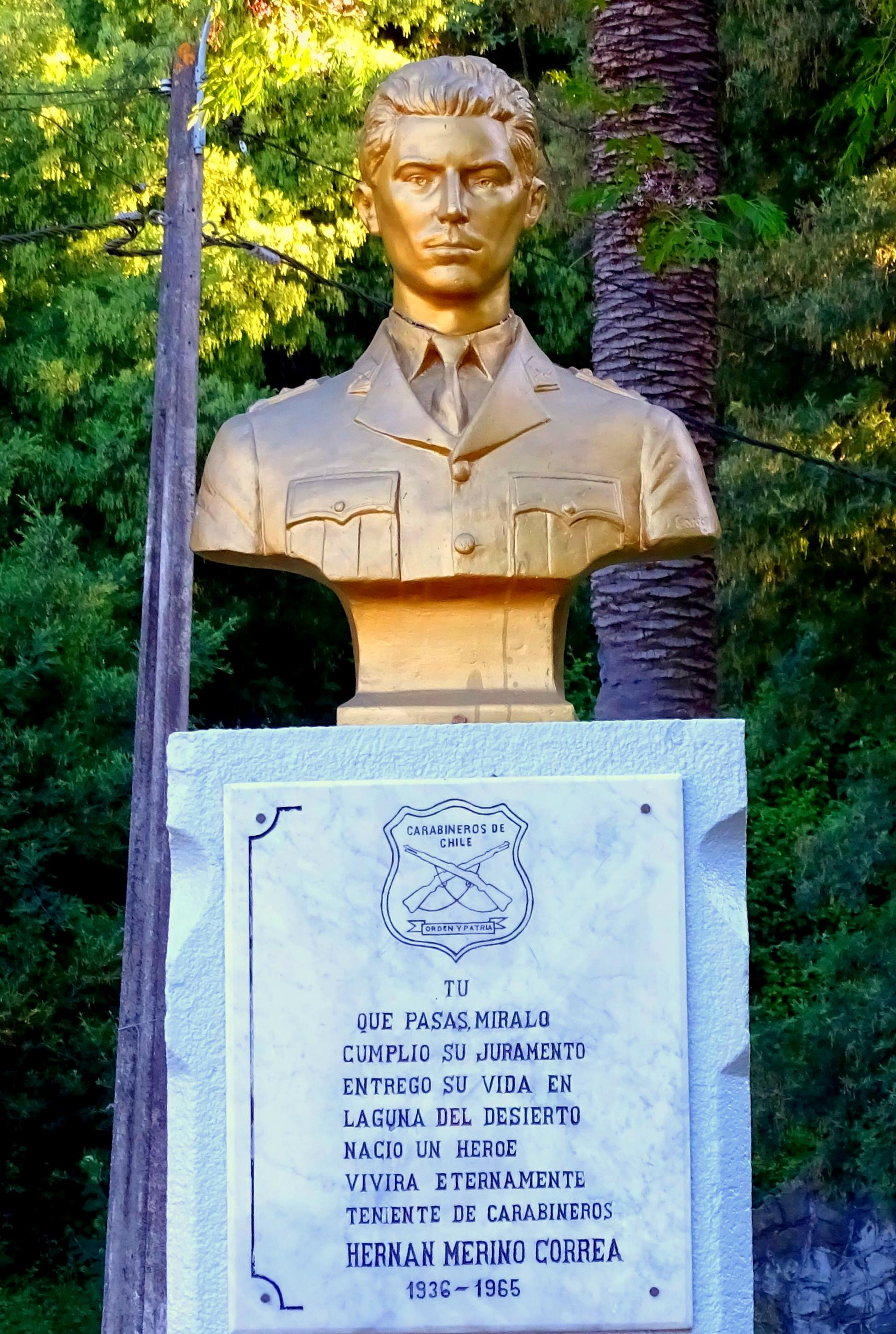
Busto de Hernán Merino Correa presente en el Parque Ecuador de Concepción, Chile

Hernán Merino Correa nació en Antofagasta, el 17 de julio de 1936, en el norte de Chile. Era hijo del capitán de Carabineros Carlos Merino Charpentier, y de Ana Correa de la Fuente. Fue el segundo de cuatro hermanos, de los cuales él y Carlos optaron por seguir la tradición familiar de ser parte de Carabineros.
En su infancia, su familia debió trasladarse a Limache, donde inició su educación escolar. En 1953, egresó del Liceo Industrial de La Calera como Mecánico Tornero. Fue un alumno destacado y promovido con excelentes notas. Es así como en marzo de 1956 ingresó 
a la Escuela de Carabineros de Chile, convirtiéndose rápidamente en uno de los mejores alumnos, con una destacada hoja de vida, siendo el primero en las actividades y misiones que le tocó ejecutar, según lo testimonian sus camaradas y profesores.
El 16 de diciembre de 1957 egresó como subteniente. En el ejercicio inicial de su carrera tuvo diferentes destinaciones, una de ella fue Santa Bárbara, ubicada actualmente en la Región del Biobío, durante este periodo salvó a una madre embarazada de ahogarse en el río Mininco. El 1 de abril de 1961 fue ascendido a teniente. Entre los años 1962 y 1964 fue destinado a cumplir servicio en la Prefectura de Aysén, particularmente en las 1ª, 2ª y 3ª comisarías
En 1963, Merino rescató al único sobreviviente de un accidente aéreo ocurrido en la zona del estuario de Aysén.
Luego regresó a la capital, para integrarse al segundo curso de perfeccionamiento de tenientes. Volvió a la Región de Aisén como jefe de una tenencia, unidad en la que se encontraba cuando se produjo el incidente fronterizo en la zona de L. del Desierto.

### Muerte

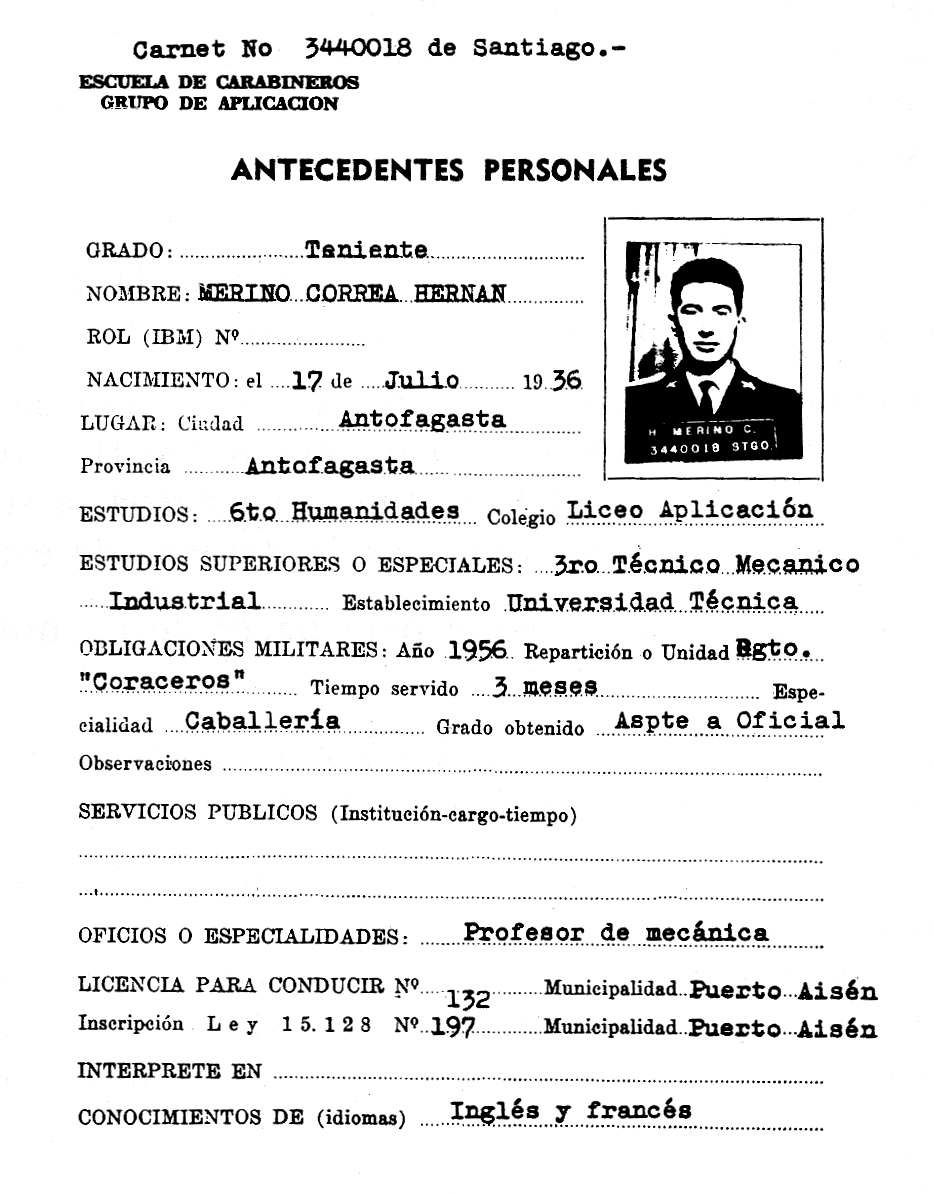
Fragmento de la ficha interna del teniente Hernán Merino Correa en la institución de Carabineros de Chile.

Desde hacía algún tiempo el colono chileno Domingo Sepúlveda venía denunciando las hostilidades de gendarmes argentinos. Los gendarmes argentinos le exigían que debía ir a Río Gallegos, la capital de la provincia argentina de Santa Cruz, para "regularizar" su situación. Trámite al que, en apariencia, el ciudadano chileno se resistía y por eso hablaba de "gendarmes hostiles". 
El 6 de noviembre de 1965 un grupo de Carabineros, entre los que se encontraba Merino, fue a inspeccionar, vigilando la casa de los colonos, otras fuentes denunciaban en su momento que, fuera de otros hechos de ingreso de gendarmes argentinos hacia Chile por ese sector, al igual que dicho colono, algunas otras personas, organismos de gobierno de la zona y Carabineros de Chile, denunciaron estos hechos a las autoridades centrales en Santiago de Chile, pero esto al parecer no fueron escuchados ni menos leídos, en atención a que en su momento, se encontraba al igual que en 1978, álgida la disputa de este territorio, como también los del canal Beagle, más al sur, con la Argentina, lo que motivo que se desencadenara la fatal situación.
El teniente Merino, al corresponderle hacer soberanía en la zona de Laguna del Desierto y al percatarse que la zona era reclamada por Argentina, le escribió al mayor Torres: "Mantendré la situación hasta donde sea posible, evitando todo incidente, siempre y cuando no traten de tomarnos detenidos, caso en el cual mantendré la soberanía aunque me queme”.
Alrededor de las 16:30 horas irrumpieron dos niños -hijos de los colonos chilenos- señalando que habían visto soldados con cascos en el bosque que se acercaban al campamento.
Los gendarmes argentinos comenzaron a acercarse hacia el mayor Torres, quien intentaba parlamentar con ellos. Los gendarmes argentinos, numéricamente superiores, comenzaron a apuntar, y el teniente Merino, al advertir la delicada situación, corrió hacia su superior, sujetando su fusil para disuadir a los gendarmes que lo emboscaban, diciendo "Yo lo apoyo, mi mayor".
El mayor Torres habría señalado a los gendarmes que podían salir, ya que los chilenos no pensaban disparar, sin embargo, la aparición de Merino fue considerado un gesto ofensivo por los gendarmes argentinos, quienes abrieron fuego.

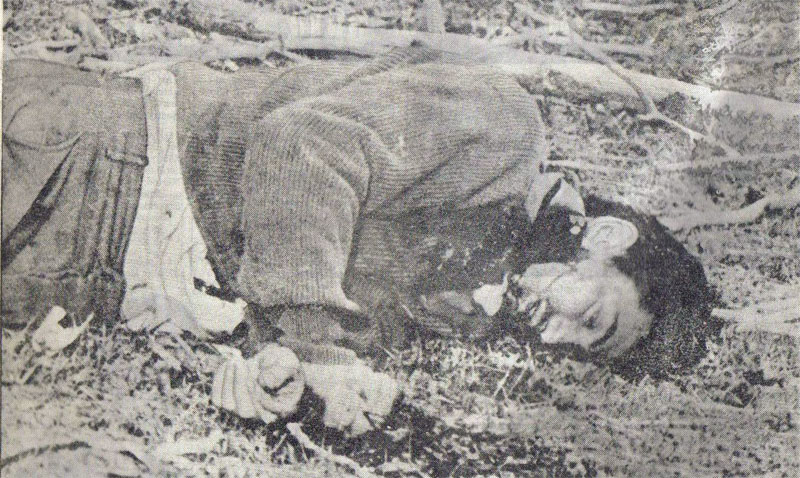
Fotografía del teniente Merino herido de muerte.

Al cesar los disparos, el teniente Merino yacía muerto. Un subalférez del grupo de gendarmes justificó a sus hombres, diciendo: "¡Ustedes tienen la culpa por no haberse ido antes de aquí...!".[cita requerida]

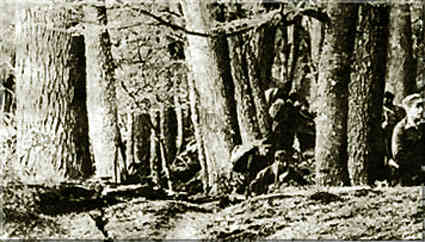
Fuerzas de la Gendarmería Nacional Argentina en el bosque.

Los carabineros chilenos no respondieron, un testigo diría más tarde "el silencio llenó el ambiente enrarecido por el olor a pólvora mortal".
Según el argumento argentino, los gendarmes dieron la orden de deponer las armas, a lo que los carabineros se negaron, lo que causó una situación de nerviosismo y el fatal desenlace.[cita requerida]
Los oficiales chilenos serían tomados presos, hasta el 8 de noviembre, fecha en la cual fueron liberados.

## Legado

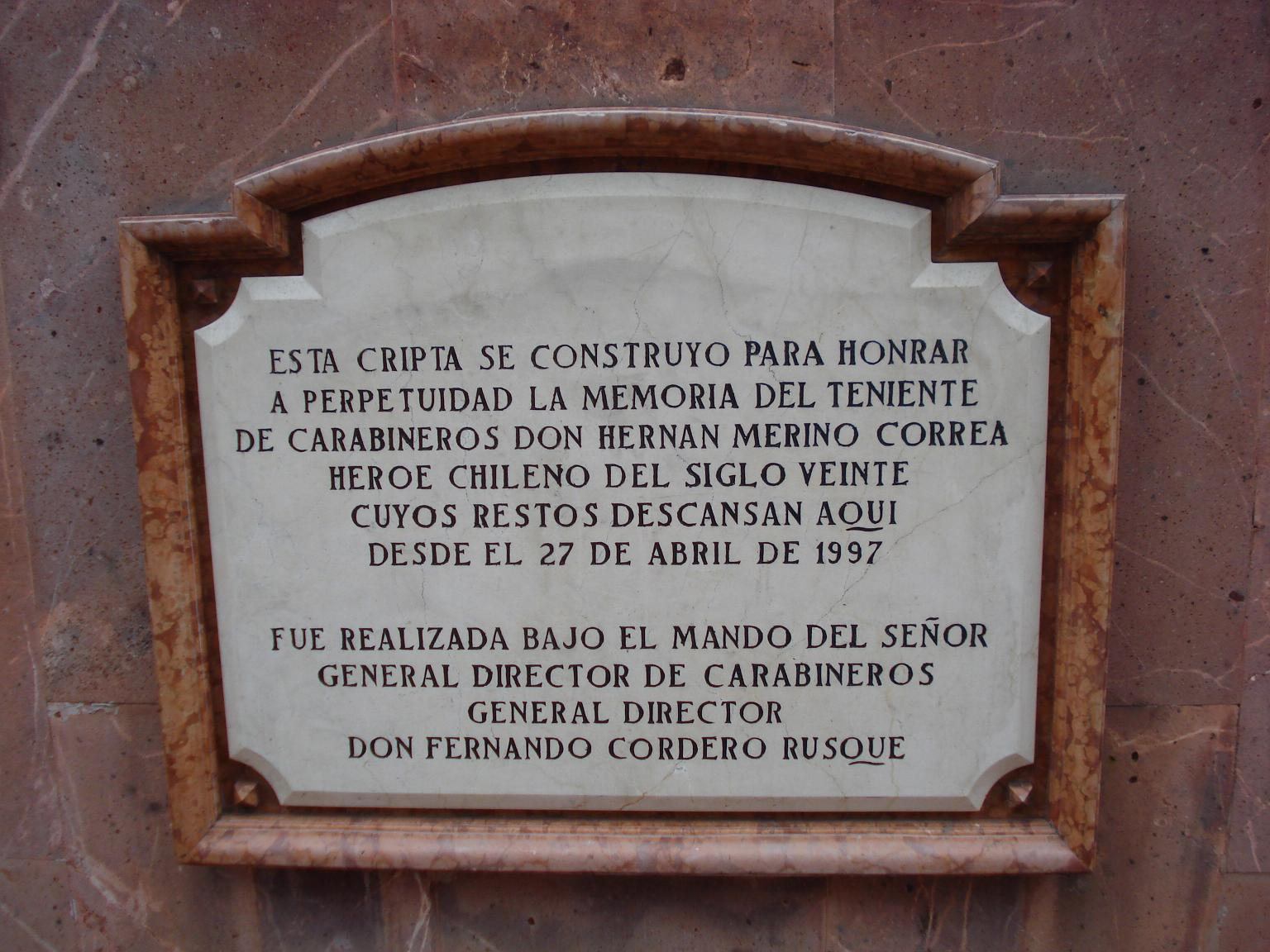
Cripta del Teniente Merino que estuvo en la Alameda antes del traslado de sus restos a la Escuela de Carabineros en 2023.

700 Carabineros se reunieron a esperar la orden de atacar a los gendarmes argentinos, pero la orden del gobierno chileno nunca llegó.

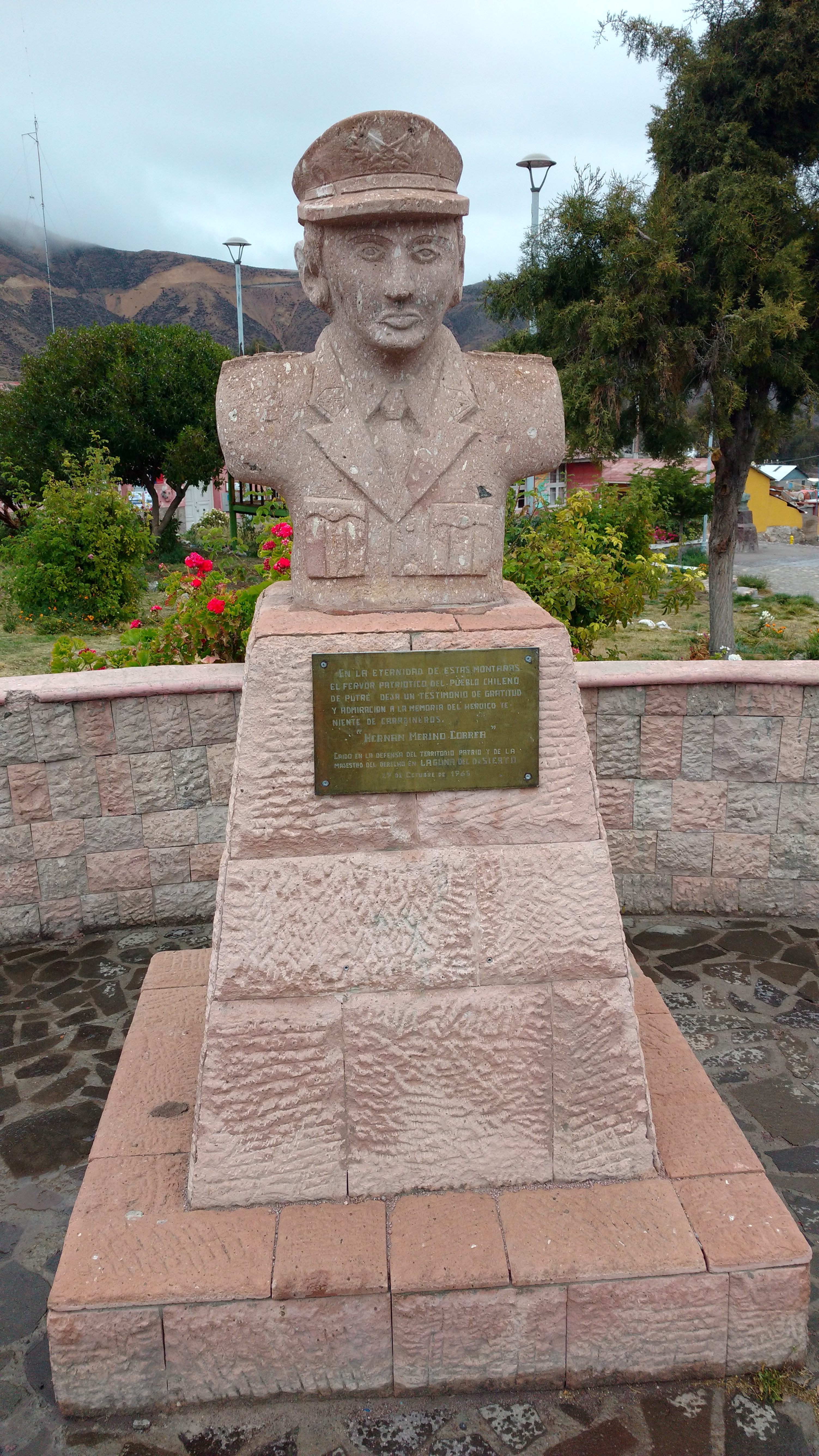
Busto de Hernán Merino en Putre.

Los restos del teniente Hernán Merino Correa fueron velados en una capilla ardiente erigida en la Escuela de Carabineros de Chile. Desde allí se trasladaron hasta la Catedral Metropolitana de Santiago, siendo sepultado en el Cementerio General de Santiago, luego de ser despedido por miles de chilenos y altas autoridades de Carabineros y del gobierno, incluyendo al presidente Eduardo Frei Montalva. Años más tarde, el 26 de abril de 1997, los restos de Merino fueron trasladados con honores a la cripta construida en su memoria a los pies del monumento a los mártires.
Durante las décadas que siguieron a su muerte, Hernán Merino ha recibido una larga serie de reconocimientos y honores, incluyendo actos de conmemoración a lo largo de Chile por Carabineros cada 6 de noviembre, quienes lo consideran uno de sus mayores héroes y un ejemplo de servicio. Además, su nombre ha sido usado para bautizar escuelas (en Cochrane, Valdivia, Santiago, etc.). Finalmente, en 2005 se le rindió homenaje en el Senado de la República por distintos parlamentarios en representación de los partidos políticos de Chile, donde también asistieron familiares y delegaciones de la Corporación de Defensa de la Soberanía, del Centro de Estudios Militares, el Salón teniente Merino y delegaciones de Carabineros.